# Francisco José Madero González
Francisco José Madero González (San Antonio, Texas, 16 de octubre de 1930 - Torreón, Coahuila, 21 de febrero de 2013) fue un político mexicano, miembro del Partido Revolucionario Institucional. Fue el séptimo hijo del general Raúl Madero (hermano de don Francisco I. Madero) y de Dora González Sada. En Parras, Coahuila cursó cuatro años de instrucción primaria, terminándola en el Colegio México de la capital del país. Ahí mismo estudió la secundaria y el bachillerato. 
Contrajo matrimonio en 1953 con María Luisa Fernández del Castillo, procrearon a sus hijos: Francisco José, Miguel Agustín Segundo, Jorge Raúl, María Luisa, Bernardo, Ignacio y Rodolfo.
Fue agente de seguros de 1957 a 1962. Presidente de la Junta Federal de Mejoras Materiales de Torreón de 1965 a 1979. Jefe del Registro Público de la Propiedad de octubre de 1963 a septiembre de 1975. Presidente del Comité Municipal del Partido Revolucionario Institucional en Torreón de 1962 a 1963. Presidente municipal de Torreón (1976 – 1978); diputado federal por Coahuila de la LI Legislatura del 1 de septiembre de 1979 al 1 de agosto de 1982. En 1981 pidió una licencia para ser gobernador sustituto del Estado de Coahuila; puesto que desempeñó desde el 11 de agosto al 30 de noviembre del mismo año gobernantes de Coahuila; senador de la República en la LII y LIII Legislatura.
Jefe del Departamento de Promoción Social de Infonavit desde 1991 hasta abril de 1993. En mayo de 1993 trabajó en el ISSSTE como delegado en la zona poniente del Distrito Federal hasta enero de 1995.
Desde el año 2002 radicaba en la ciudad de Saltillo, desempeñándose como director general del Instituto Coahuilense para las Personas Adultas Mayores (ICOPAM).